# 都市形態学
都市形態学（としけいたいがく）とは、都市において、建築の大きさや形態、街路パターン、人口密度や土地用途などの形態を扱う学問。都市形態とは、都市が形成されている地形的条件や建設されている建築物の大きさや形、敷地形状街路のパターン等に加え、物理的にとらえたときの都市の形のことで、円形都市、方形都心、帯状都市などがある。
時系列的に変化を追い、他都市と比較しながら研究することが多い。

## 主なテーマ
- 最適交通輸送網
- 都市施設の最適配置
- Space Syntax
- 中心地理論

## 近年の課題
運輸部門におけるエネルギー消費が大きいことから、持続可能な都市形態への関心が高まっている。